# Hortophora biapicata
Hortophora biapicata es una especie de araña araneomorfa del género Hortophora, familia Araneidae. Fue descrita científicamente por L. Koch en 1871.
Habita en Australia. Los machos de Hortophora biapicata se encuentran entre enero y marzo, mientras que las hembras suelen tener actividad entre enero y mayo; asimismo, la reproducción ocurre en verano y puede extenderse hasta el otoño, coincidiendo con las lluvias registradas en el norte de Australia.
Los jóvenes machos de esta especie tienden a comportarse como las hembras, sin embargo, en la etapa de la adultez su comportamiento varía hasta el punto de evitar cazar insectos para adentrarse en las redes y buscar una hembra. Las hembras segregan una feromona secreta que es percibida por los machos y en el apareamiento, las hembras pueden matar a los machos. Se sabe que las hembras mueren en los meses donde se registra más frío ya que esto hace que el alimento escasee y los machos mueren poco después de la madurez (el tiempo de vida aproximado es de 12 meses). Antes de morir, las hembras suelen poner un lote de huevos, por lo que no existe riesgo de una posible extinción.
Se puede encontrar en la gran mayoría de hábitats donde predominen los árboles y arbustos; esto le va a permitir a la especie extender su red. También es común que frecuenten otros sitios como jardines y parques. Los machos pueden medir aproximadamente 16 mm y las hembras son de mayor tamaño, con unos 20 mm de longitud.

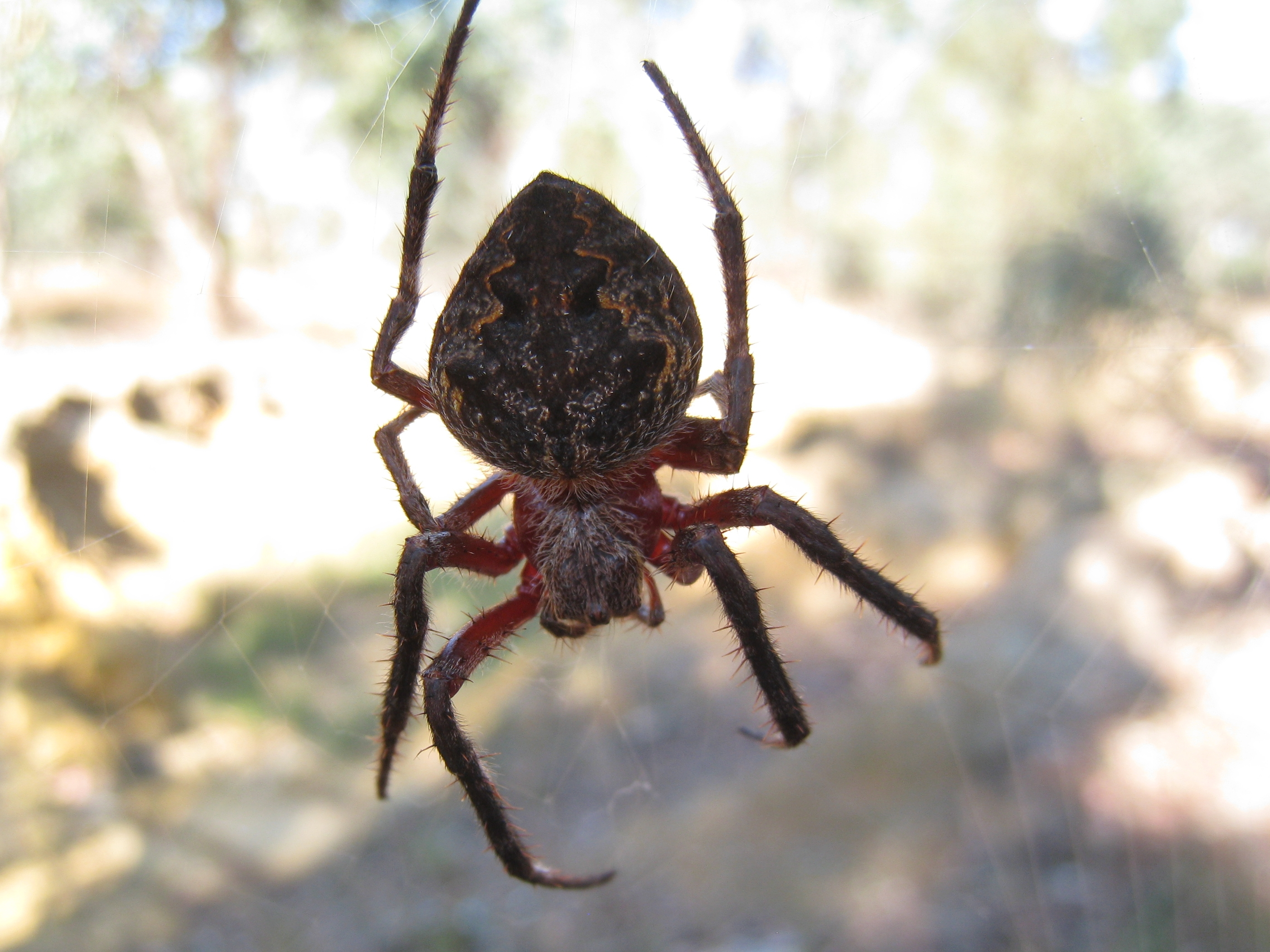
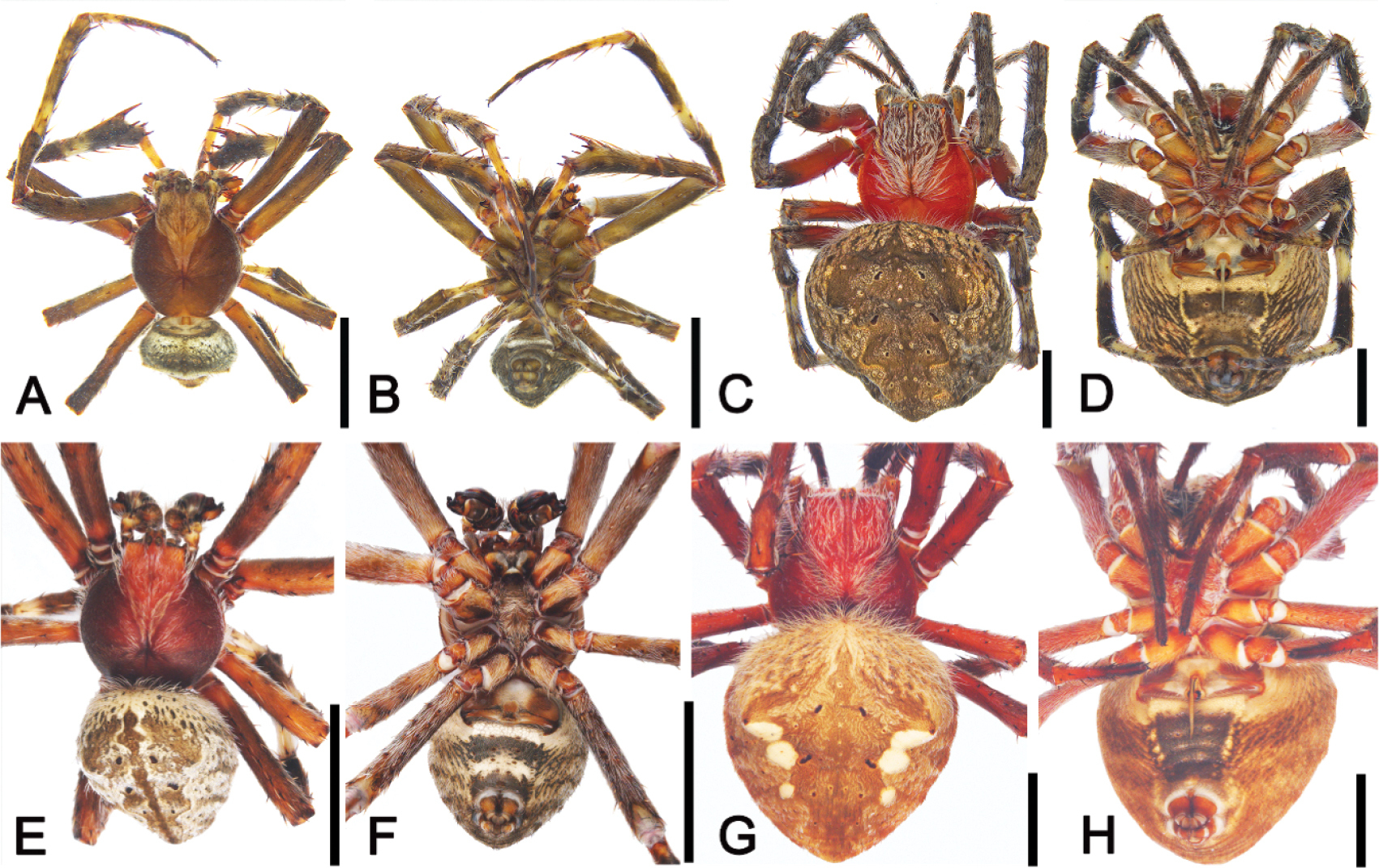
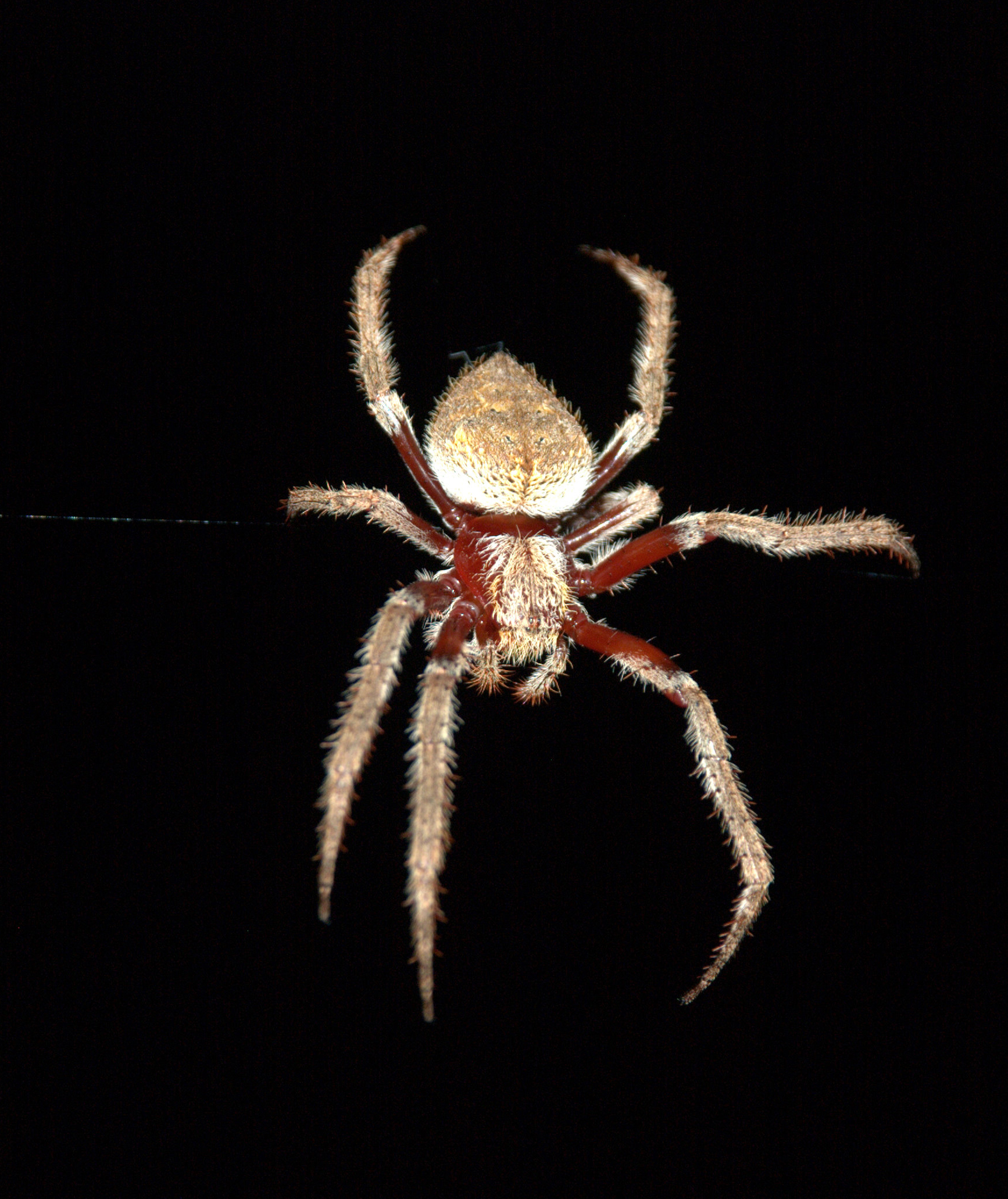
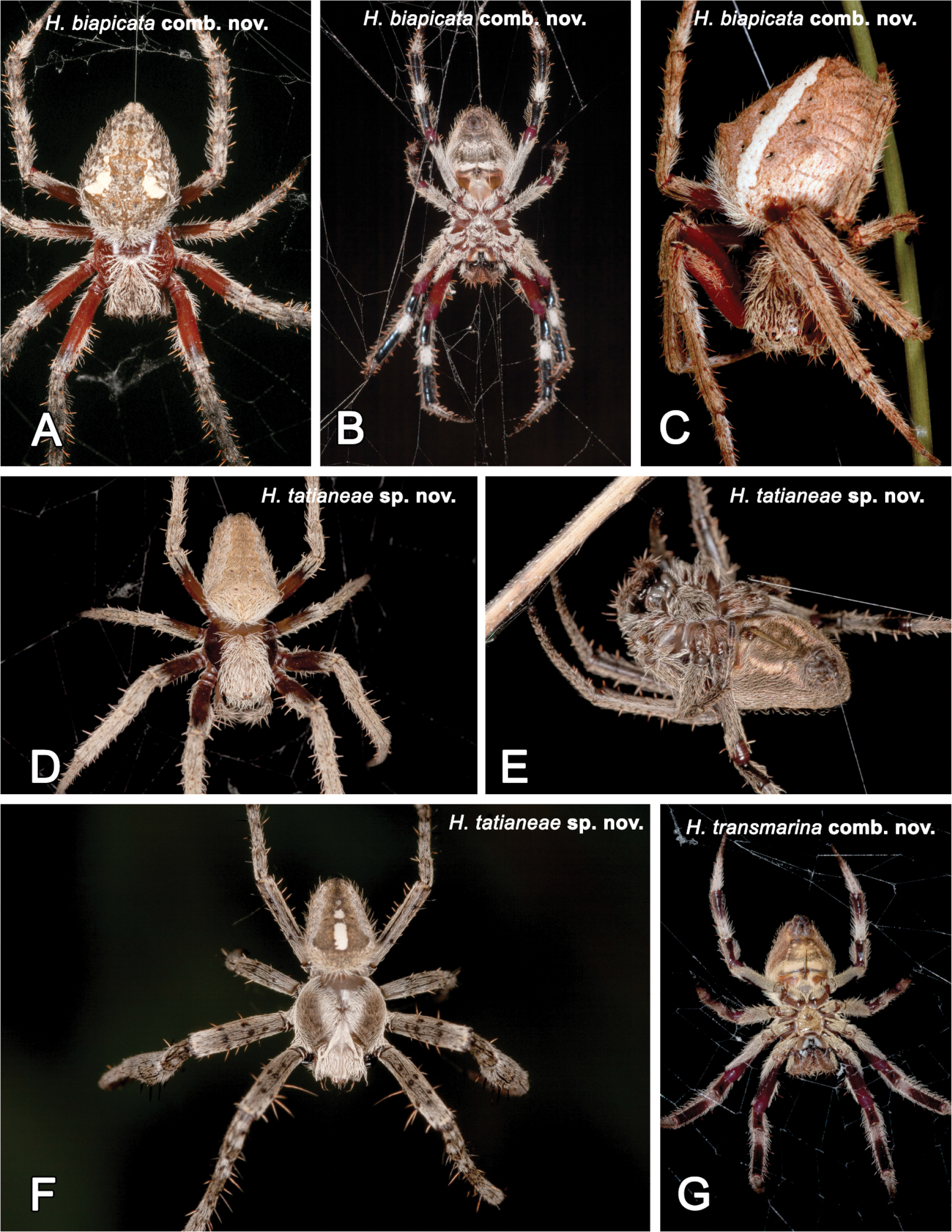